# Bódi Bernadett
Bódi Bernadett (Szeged, 1986. március 9. –) junior Európa- és világbajnoki ezüstérmes és felnőtt Európa-bajnoki bronzérmes magyar válogatott kézilabdázó, jobbszélső.

## Pályafutása
Bódi Bernadett szülővárosában, Szegeden kezdett kézilabdázni. Innét került egy szezon erejéig Orosházára, majd 2001-ben a feltörekvő Győri Audi ETO KC-hoz igazolt. Itt tagja volt a 46 év óta először bajnoki címet nyerő győri női csapatnak. Összesen két bajnoki címet és három kupát nyert csapatával az ott töltött hat év alatt.
2007-ben külföldre igazolt, a dán élvonalbeli Randers HK csapatához. Két szezon után a Randers anyagi gondjai miatt váltania kellett, és visszatért Magyarországra. 2009-től a Békéscsabai Előre NKSE játékosa, szerződése a 2009-2010-es bajnokság végéig szólt. Később a Siófok KC csapatánál játszott. 2013-ban igazolta le ismét korábbi csapata, az akkori magyar bajnokság és bajnokok ligája címvédője, a Győri Audi ETO KC. Ezzel a csapattal megnyerte 2014-ben a bajnokok ligáját, és újabb magyar bajnoki és kupa sikereket ért el. 2017-ben, 2018-ban és 2019-ben ismét sikerült elnyernie bajnokok ligája címet a Rába-parti együttessel. 2020. június 24-én hivatalossá vált, hogy Bódi összesen 13 év után elhagyja az ETO csapatát, és Budaörsre igazolt. 2021 őszén az Érd játékosa lett.
Első válogatott mérkőzését 2005. március 2-án vívta Dunaújvárosban, Dánia ellen. A válogatottal a 2008-as olimpia óta vesz részt világversenyeken.

## Sikerei
- EHF-bajnokok ligája győztes: 2014, 2017, 2018, 2019[6]
- Magyar bajnokság: 7-szeres győztes: 2005, 2006, 2014, 2016, 2017, 2018, 2019[7]
  - 2. helyezett: 2004, 2007, 2015
  - 3. helyezett: 2002, 2003, 2012
- Magyar kupa: 7-szeres győztes: 2005, 2006, 2007, 2014, 2015, 2016, 2018
- Olimpia: 4. helyezett: 2008
- Junior Európa-bajnokság: 2. helyezett
- Junior világbajnokság: 2. helyezett

Európa-bajnokság: 3. hely 2012
- Magyar Köztársasági Ezüst Érdemkereszt (2008)